# فريق البجع الأحمر
فريق البجع الأحمر للاستعراض الجوي. (بالإنجليزية: Red Pelicans)‏.هو استعراض جوي تابع لسلاح الجو الملكي البريطاني.

## التأسيس والتشكيل
قبل اختيار فريق السهام الحمراء للاستعراض الجوي لتمثيل الخدمة في عام 1965. حلق فريق البجع الأحمر في طائرة باك جت بروفوست (BAC Jet Provost).